# Evolution-X
Evolution-X (detta comunemente EvoX) è una dashboard alternativa per la console Xbox modificata, scaricabile gratuitamente dal sito ufficiale. 
Durante i primi anni di vita della console Xbox era considerata dagli utenti una delle migliori in circolazione. Adesso è stata sorpassata da dashboards decisamente più funzionali e semplici da utilizzare, tuttavia EvoX continua a restare una delle più utilizzate.

Di seguito sono riportate le sue caratterictiche:
- Permette l'avvio di copie di backup e di altro software non firmato
- Supporta il cambio delle skin dell'interfaccia utente
- Funziona da server FTP accessibile via ethernet e supporta il cambio delle impostazioni di rete (impostare IP, maschera di sottorete o il gateway in default)
- Ha varie impostazioni come l'In-Game Reset (anche se spesso non è compatibile)
- Le scritte del menù possono essere modificate attraverso il file evox.ini
- Quando un videogioco viene memorizzato dentro l'Hard disk si crea un'opzione per avviarlo direttamente dalla dashboard
- È dotata di varie utility, come quella per il flash del BIOS (permettendo l'aggiornamento del modchip), i trainers (particolare tipo di trucchi per videogiochi), la formattazione e funzione di Lock ed Unlock del disco rigido

Tutte le impostazioni possono essere modificate a fondo tramite il file evox.ini presente nella cartella d'installazione.